# Afroligusticum
Afroligusticum är ett släkte av flockblommiga växter. Släktets arter förekommer i centrala och södra Afrika.

## Arter
Släktet har 14 accepterade arter:
- Afroligusticum aculeolatum
- Afroligusticum claessensii
- Afroligusticum elgonense
- Afroligusticum elliotii
- Afroligusticum linderi
- Afroligusticum mattirolii
- Afroligusticum petitianum
- Afroligusticum piovanii
- Afroligusticum runssoricum
- Afroligusticum scottianum
- Afroligusticum thodei
- Afroligusticum townsendii
- Afroligusticum volkensii
- Afroligusticum wilmsianum